# 釜井章二
釜井 章二（かまい しょうじ、1914年8月25日 - 1997年7月20日）は、日本の経営者。安田信託銀行社長、会長を務めた。栃木県出身。

## 経歴・人物
1939年に東京帝国大学法学部を卒業し、同年に安田信託(のちの安田信託銀行)に入社した。1962年5月に取締役に就任し、1966年5月に常務、1973年1月に専務を経て、1976年6月に社長に就任。1980年6月に会長に就任し、1986年6月に相談役に就任した。
1980年11月に藍綬褒章を受章し、1986年4月に勲二等瑞宝章を受章。
1997年7月20日尿管癌のために死去。82歳没。